# Francis Kiernan
Francis Kiernan (Irlanda, 2 ottobre 1800 – Londra, 31 dicembre 1874) è stato un anatomista britannico.
Descrisse gli spazi di Kiernan, interstizi epatici colmati da tessuto connettivo e con diramazioni di vena porta e arteria epatica.